# 58 Concordia
Concordia /kənˈkɔːrdiə/ (định danh hành tinh vi hình: 58 Concordia) là một tiểu hành tinh khá lớn ở vành đai chính quay quanh Mặt Trời với chu kỳ quỹ đạo 4,44 năm, bán trục chính là 2,7 AU và độ lệch tâm thấp là 0,043. Nó được xếp vào tiểu hành tinh kiểu C, tức là bề mặt của nó rất tối và có thể thành phần cấu tạo của nó là  cacbonat. Quang phổ bề mặt cho thấy các dấu hiệu của các khoáng chất ngậm nước được tạo ra thông qua quá trình biến đổi chất lỏng. Concordia đang quay với chu kỳ sao là 9,894541 giờ và hướng cực (15,3°±0,7°, −4,2°±2,6°) và (195,9°±1,0°, 4,8°±1,2°).
Tiểu hành tinh này do nhà thiên văn học người Đức Karl T. R. Luther phát hiện ngày 24 tháng 3 năm 1860. Theo yêu cầu của Luther, nó được đặt tên bởi Carl Christian Bruhns của Đại học Leipzig và được đặt theo tên Concordia, nữ thần hòa thuận trong thần thoại La Mã.